# Qinghai-Wühlmaus
Die Qinghai-Wühlmaus oder Graue Mongol-Wühlmaus (Lasiopodomys fuscus) ist eine Nagetierart aus der Unterfamilie der Wühlmäuse (Arvicolinae). Sie kommt im Hochland von Tibet im Süden von Qinghai in der Volksrepublik China vor.

## Merkmale
Die Qinghai-Wühlmaus erreicht eine Kopf-Rumpf-Länge von 11,0 bis 15,0 Zentimetern mit einem Schwanz von 2,2 bis 3,1 Zentimetern Länge bei einem Gewicht von 30 bis 58 Gramm. Die Hinterfußlänge beträgt 18 bis 22 Millimeter, die Ohrlänge 14 bis 19 Millimeter. Die Körperfärbung der Tiere ist gräulich braun und an den Körperseiten relativ scharf gegenüber dem grau-sandfarbenen Bauchfell abgegrenzt. Der Schwanz ist deutlich zweifarbig mit einer braunen Oberseite und einer sandfarbenen Unterseite. Die Oberseiten der Hände und Füße sind gräulich sandfarben.
Der Schädel hat eine Länge von 26 bis 32 Millimetern. Wie bei allen Arten der Gattung sind die Molaren wurzellos und wachsen stetig nach. Charakteristische Zahnmerkmale betreffen den Aufbau des unteren Molaren m2, der im Gegensatz zu Brandts Mongolische Wühlmaus (Lasiopodomys brandtii) und der Mandarin-Wühlmaus (Lasiopodomys mandarinus) auf der Oberseite nach einem vorderen Prisma und einem geschlossenen Dreieck zwei umgekehrte und zusammenlaufende Dreiecke statt der gattungstypischen drei geschlossenen Dreiecke besitzt.

## Verbreitung
Die Qinghai-Wühlmaus kommt im Hochland von Tibet im Süden von Qinghai in der Volksrepublik China vor.

## Lebensweise
Über die Lebensweise der Qinghai-Wühlmaus liegen nur wenige Angaben vor. Sie lebt in feuchten Wiesen im Grasland der Hochgebirge in Höhen von 3700 bis 4800 Metern.

## Systematik
Die Qinghai-Wühlmaus wird als eigenständige Art innerhalb der Gattung Lasiopodomys eingeordnet, die aus drei Arten besteht. Die wissenschaftliche Erstbeschreibung stammt von dem deutsch-russischen Naturforscher Eugen Büchner, der die Art 1889 anhand von Individuen aus dem Kreis Zhidoi im Bezirk Yushu am Oberlauf des Tongtian He in Qinghai beschrieb. Teilweise wurde die Art der Blyth-Wühlmaus (Phaiomys leucurus) zugeordnet.

## Status, Bedrohung und Schutz
Die Qinghai-Wühlmaus wird von der International Union for Conservation of Nature and Natural Resources (IUCN) als nicht gefährdet (least concern) eingeordnet. Begründet wird dies mit dem relativ großen Verbreitungsgebiet von mehr als 20.000 km2 und dem angenommen häufigen Vorkommen der Art. Potenzielle Gefährdungsrisiken für die Art sind nicht bekannt. Durch Vergiftungsaktionen zur Nagetierkontrolle auf dem Tibetanischen Hochplateau sind die Bestandsdichten teilweise zurückgegangen.

## Belege
1. 1 2 3 4  Darrin Lunde, Andrew T. Smith: Brandt's Vole. In: Andrew T. Smith, Yan Xie: A Guide to the Mammals of China. Princeton University Press, Princeton NJ 2008, ISBN 978-0-691-09984-2, S. 227.
2. 1 2 3  Lasiopodomys fuscus. In: Don E. Wilson, DeeAnn M. Reeder (Hrsg.): Mammal Species of the World. A taxonomic and geographic Reference. 2 Bände. 3. Auflage. Johns Hopkins University Press, Baltimore MD 2005, ISBN 0-8018-8221-4.
3. 1 2 3 4  Lasiopodomys fuscus in der Roten Liste gefährdeter Arten der IUCN 2016.2. Eingestellt von: A.T. Smith, C.H. Johnston, 2008. Abgerufen am 25. Oktober 2016.